# Napadi na Vinico
Ruska vojska je med rusko invazijo na Ukrajino leta 2022 izstrelila več raketnih napadov na cilje v Vinici v Ukrajini.

## Zgodovina
6. marca 2022 so ruske sile izvedle raketne napade na mednarodno letališče Havrišivka Vinica. Po besedah predsednika Vladimirja Zelenskega je 8 ruskih raket, uničilo infrastrukturo letališča. Satelitski posnetki so pokazali uničeni dve zgradbi in uničeno eno letalo. V napadu je umrlo deset ljudi, šest pa je bilo ranjenih.
16. marca 2022 je ruski raketni napad zadel televizijski stolp Vinica in pri tem uničil mestne oddajnike.
25. marca 2022 so ruske sile izvedle zračni napad na poveljniško središče ukrajinskih letalskih sil. Zračni napad je obsegal izstrelitev šestih križarskih raket, ki so povzročile znatno uničenje infrastrukture.
14. julija 2022 je ruska raketa zadela center Vinice. Ubitih je bilo 20 ljudi, 25 je bilo poškodovanih. Poškodovana je bila pisarniška stavba ter okoliške stanovanjske hiše, okoli 50 avtov je bilo sežganih.